# Dysdera
Dysdera és un gènere d'aranyes araneomorfes de la família dels disdèrids (Dysderidae). Es troben des de l'Àsia central fins a Europa central. Amb molta diversitat d'espècies, reben diversos noms populars: aranya de jardí europeu (european garden spider), o menjadora, caçadora i assassina de porquets de Sant Antoni slater-eating spider, woodlouse hunter, i woodlouse spider).
Aquestes aranyes poden fer fins a 2 cm; les femelles són més grosses, entre 1,1 i 1,5 cm mentre que els mascles fan al voltant de 0,9-1 cm. Tots dos sexes tenen un color marró-vermellós. Els seus sis ulls estan força junts, en una forma ovalada, amb les potes vermelloses, un abdomen pàl·lid, i un cefalotòrax marró. Dels 4 parells de potes, 3 parells van endavant i un parell enrere.
La seva picada no és molt verinosa per a les persones però és dolorosa, ja que tenen uns quelícers grans i una mandíbula ampla. La mossegada produeix picor i deixa una petita zona vermella i inflamada.

## Distribució
D. crocata, D. ninnii, D. dubrovninnii, D. hungarica i D. longirostris són les cinc espècies que encara es troben a Europa Central després de l'últim període glacial. També són abundants en països del nord d'Àfrica com Marroc i Egipte, però també a Etiòpia, la península Ibèrica i, fins i tot, Austràlia. Alguna espècie es troba per arreu dels EUA, Dysdera crocata, amb presència des de Nova Anglaterra fins a Geòrgia i Califòrnia. I, com a mínim, dues espècies viuen a Amèrica del Sud: D. solers a Colòmbia, (possiblement una espècie relíquia del període posterior al Miocè) i D. magna al Brasil, Uruguai i molt comuna a la zona central de Xile.
A Espanya es poden trobar les següents espècies:
- D. corallina
- D. edumifera
- D. erythrina
- D. espanoli
- D. falciformis
- D. flavitarsis
- D. fuscipes
- D. gamarrae
- D. helenae
- D. inermis
- D. lusitanica
- D. machadoi
- D. mucronata
- D. ortunoi
- D. presai
- D. scabricula
- D. valentina
- D. veigai
- D. vivesi

D. balearica és endèmica de Mallorca. D. crocata és pròpia d'Europa però s'ha escampat per arreu del món gràcies al transport marítim.

### Illes Canàries
Dysdera també habita per tots els arxipèlags de la Macaronèsia, i especialment en les Illes Canàries. La resta d'arxipèlags de la Macaronèsia han estat colonitzats des de les Illes Canàries, amb l'excepció de les illes Açores que ho han fet directament des del continent.
Les Illes Canàries, a 100 km al nord-oest de la costa d'Àfrica, tenen una antiguitat que va des del 22 milions d'anys (Fuerteventura) a 0,8 milions d'anys (El Hierro). S'han descobert al voltant de 50 espècies només a les Illes Canàries, amb sis de les espècies associades amb l'illa oriental més antiga. D'elles, 43 espècies són endèmiques i 36 d'aquesta espècies probablement descendeixen d'un avantpassat comú. La població d'aranyes es limita a Lanzarote i Fuerteventura. D. lancerotensis és l'única espècie amb un origen independent dels avantpassats continentals i fou inicialment descrita com a subespècie de D. crocata.
En total, s'assumeix que s'han produït de dos a quatre esdeveniments de colonització, i com els disdèrids no utilitzen la dispersió per l'aire (ballooning), la dispersió oceànica es deuria realitzar sobre objectes flotants. La raó més probable del perquè Dysdera és abundant en les Illes Canàries és que 27 espècies viuen en zones properes de la Península ibèrica i Àfrica del nord. Algunes com D. crocata i D. erythrina són més abundants que D. lata i D. longirostis, que també viuen a Àfrica del nord i la Península ibèrica.
La radiació de Dysdera a les illes Canàries és superada per la del caragol de terra Napaeus (Stylommatophora: Enidae) amb més de 50 espècies endèmiques, el milpeus Dolichoiulus (Julidae) amb 46, i els escarabats Attalus (Malachiidae) amb 51 i Laparocerus (Curculionidae) amb 68 espècies endèmiques.

## Comportament

### Refugis sense seda
Dysdera no fabrica teranyines com a refugi i cerca refugis naturals al sòl; habita ens boscos humits i càlids i, potencialment, en qualsevol refugi en el sòl o a prop d'ell. Cerquen objectes com a amagatall, no només perquè són habitants del sòl, sinó perquè el terra és humit i aquests amagatalls mantenen l'aranya calenta. Es refugien sota objectes com ara grava i materials orgànics que la cobreixen, pedres, escorces d'arbres i també es poden trobar en jardins suburbans; sempre, aprofitant tot allò que els permeti mantenir-se protegits dels depredadors durant el dia. Es refugien sota qualsevol objecte que puguin trobar, però només durant el dia, ja que cacen de nit. En un altre nivell, cal destacar D. unguimannis, el cas més notable de troglomorfisme (adaptació a la vida de les coves) en el gènere Dysdera.

### Reproducció
L'aparellament es produeix principalment durant el mes d'abril i després de l'aparellament el mascle no té cap paper en la nova vida de les cries. La femella té cura de les cries i abans de pondre fabrica una cartutxera de seda per donar refugi als ous; poden pondre fins a 70 ous en una posta. La femella queda en el refugi de seda amb els ous i els protegeix fins que surten les cries. Després, encara es manté fins que marxen.

### Dieta
Dysdera és un dels pocs artròpodes coneguts que empaita i caça porquets de Sant Antoni, que són la seva font alimentària principal. Les seves mandíbules amples i els seus grans ullals els permet travessar la closca dura, així com la seva capacitat d'alliberar productes químics actius. Aquestes adaptacions també els habiliten per caçar en altre terra invertebrats terrestres com el peixet d'argent, dermàpters, milpeus, i petits escarabats que s'enterren. D. crocata és l'única espècie de Dysdera que caça altres aranyes. Els seus grans ullals amb relació a la seva mida les converteixen en potents depredadors, i poden dominar i de vegades matar, competidors com centpeus i altres aranyes més grans.

## Llista d'espècies
Segons el World Spider Catalog (versió 19.5 del 9 d'octubre de 2018), hi ha 284 espècies reconegudes, amb 37 sinonímies i 2 nomen dubium:
- Dysdera aberrans Gasparo, 2010
- Dysdera aciculata Simon, 1882
- Dysdera aculeata Kroneberg, 1875

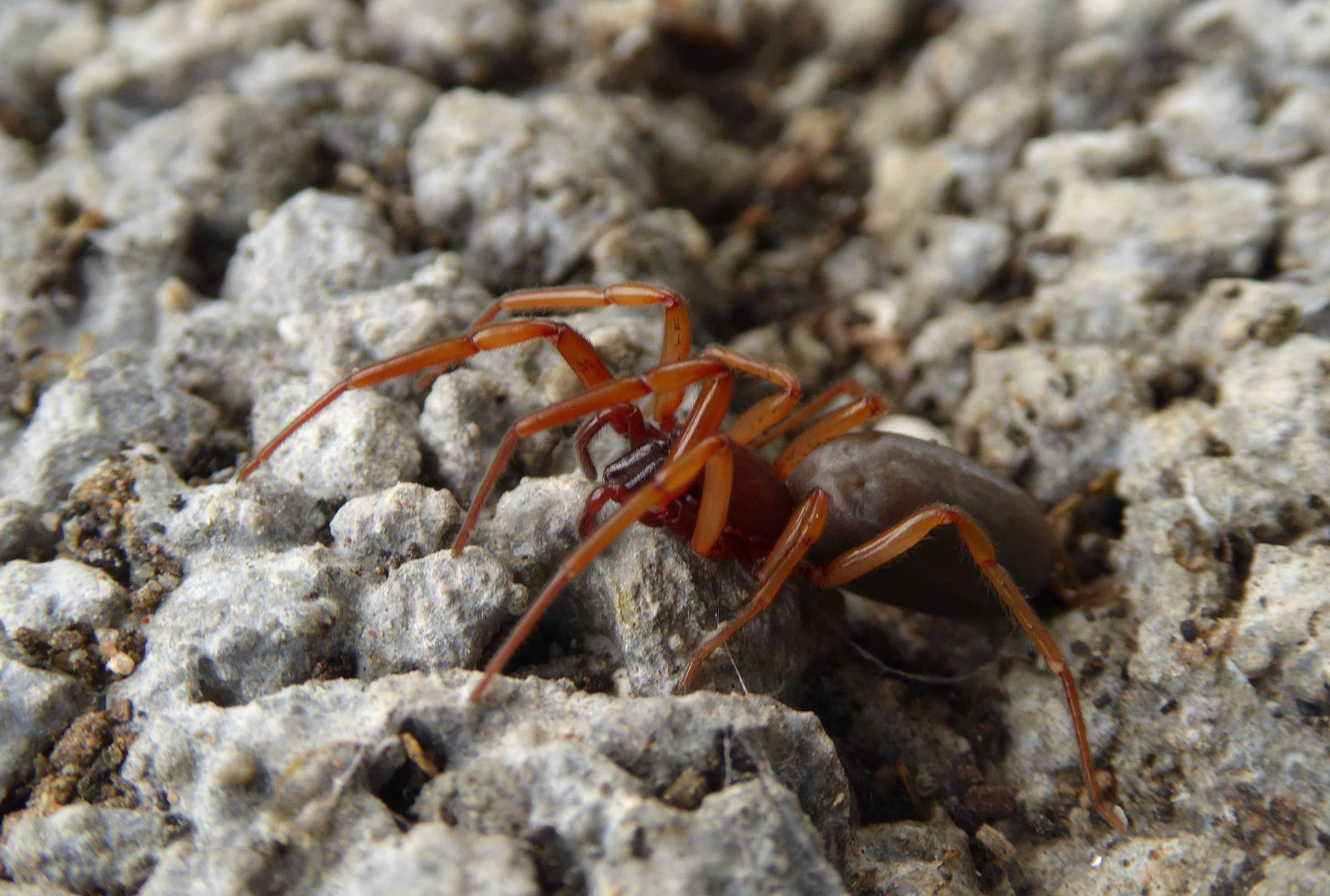
Femella de Dysdera crocata♀

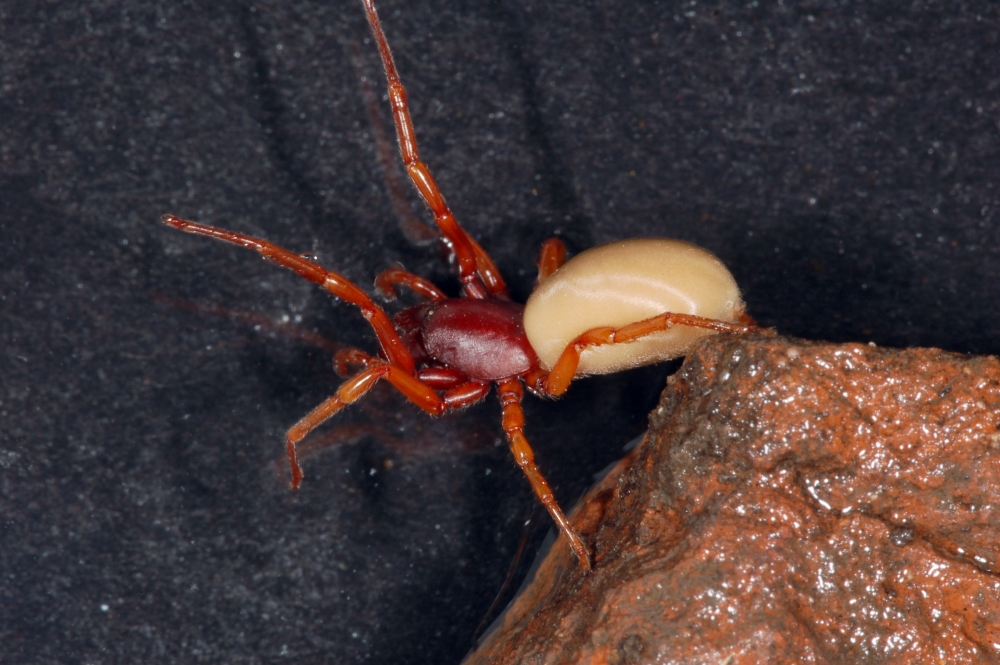
Dysdera erythrina, Nied, Frankfurt del Main, Alemanya

- Dysdera adriatica Kulczyński, 1897
- Dysdera affinis Ferrández, 1996
- Dysdera afghana Denis, 1958
- Dysdera akpinarae Varol, 2016
- Dysdera alegranzaensis Wunderlich, 1992
- Dysdera alentejana Ferrández, 1996
- Dysdera ambulotenta Ribera, Ferrández & Blasco, 1986
- Dysdera anatoliae Deeleman-Reinhold, 1988
- Dysdera ancora Grasshoff, 1959
- Dysdera andamanae Arnedo & Ribera, 1997
- Dysdera andreini Caporiacco, 1928
- Dysdera aneris Macías-Hernández & Arnedo, 2010
- Dysdera anonyma Ferrández, 1984
- Dysdera apenninica Alicata, 1964
- Dysdera arabiafelix Gasparo & van Harten, 2006
- Dysdera arabica Deeleman-Reinhold, 1988
- Dysdera arabisenen Arnedo & Ribera, 1997
- Dysdera argaeica Nosek, 1905
- Dysdera arganoi Gasparo, 2004
- Dysdera armenica Charitonov, 1956
- Dysdera arnedoi Lissner, 2017
- Dysdera arnoldii Charitonov, 1956
- Dysdera asiatica Nosek, 1905
- Dysdera atlantea Denis, 1954
- Dysdera atlantica Simon, 1909
- Dysdera aurgitana Ferrández, 1996
- Dysdera azerbajdzhanica Charitonov, 1956
- Dysdera baetica Ferrández, 1984
- Dysdera balearica Thorell, 1873
- Dysdera bandamae Schmidt, 1973
- Dysdera baratellii Pesarini, 2001
- Dysdera beieri Deeleman-Reinhold, 1988
- Dysdera bellimundi Deeleman-Reinhold, 1988
- Dysdera bernardi Denis, 1966
- Dysdera bicolor Taczanowski, 1874
- Dysdera bicornis Fage, 1931
- Dysdera bidentata Dunin, 1990
- Dysdera bogatschevi Dunin, 1990
- Dysdera borealicaucasica Dunin, 1991
- Dysdera bottazziae Caporiacco, 1951
- Dysdera breviseta Wunderlich, 1992
- Dysdera brevispina Wunderlich, 1992
- Dysdera brignoliana Gasparo, 2000
- Dysdera brignolii Dunin, 1989
- Dysdera caeca Ribera, 1993
- Dysdera calderensis Wunderlich, 1987
- Dysdera castillonensis Ferrández, 1996
- Dysdera catalonica Řezáč, 2018
- Dysdera cechica Řezáč, 2018
- Dysdera centroitalica Gasparo, 1997
- Dysdera cephalonica Deeleman-Reinhold, 1988
- Dysdera charitonowi Mcheidze, 1979
- Dysdera chioensis Wunderlich, 1992
- Dysdera circularis Deeleman-Reinhold, 1988
- Dysdera coiffaiti Denis, 1962
- Dysdera collucata Dunin, 1991
- Dysdera concinna L. Koch, 1878
- Dysdera corallina Risso, 1826
- Dysdera corfuensis Deeleman-Reinhold, 1988
- Dysdera cornipes Karsch, 1881
- Dysdera cribellata Simon, 1883
- Dysdera cribrata Simon, 1882
- Dysdera cristata Deeleman-Reinhold, 1988
- Dysdera crocata C. L. Koch, 1838
- Dysdera crocolita Simon, 1911
- Dysdera curviseta Wunderlich, 1987
- Dysdera cylindrica O. Pickard-Cambridge, 1885
- Dysdera daghestanica Dunin, 1991
- Dysdera dentichelis Simon, 1882
- Dysdera deserticola Simon, 1911
- Dysdera diversa Blackwall, 1862
- Dysdera dolanskyi Řezáč, 2018
- Dysdera drescoi Ribera, 1983
- Dysdera dubrovninnii Deeleman-Reinhold, 1988
- Dysdera dunini Deeleman-Reinhold, 1988
- Dysdera dysderoides (Caporiacco, 1947)
- Dysdera edumifera Ferrández, 1983
- Dysdera enghoffi Arnedo, Oromí & Ribera, 1997
- Dysdera enguriensis Deeleman-Reinhold, 1988
- Dysdera erythrina (Walckenaer, 1802)
- Dysdera espanoli Ribera & Ferrández, 1986
- Dysdera esquiveli Ribera & Blasco, 1986
- Dysdera fabrorum Řezáč, 2018
- Dysdera falciformis Barrientos & Ferrández, 1982
- Dysdera fedtschenkoi Dunin, 1992
- Dysdera ferghanica Dunin, 1985
- Dysdera fervida Simon, 1882
- Dysdera festai Caporiacco, 1929
- Dysdera flagellata Grasshoff, 1959
- Dysdera flagellifera Caporiacco, 1947
- Dysdera flavitarsis Simon, 1882
- Dysdera fragaria Deeleman-Reinhold, 1988
- Dysdera furcata Varol & Danışman, 2018
- Dysdera fuscipes Simon, 1882
- Dysdera fustigans Alicata, 1966
- Dysdera galinae Dimitrov, 2018
- Dysdera gamarrae Ferrández, 1984
- Dysdera garrafensis Řezáč, 2018
- Dysdera gemina Deeleman-Reinhold, 1988
- Dysdera ghilarovi Dunin, 1987
- Dysdera gibbifera Wunderlich, 1992
- Dysdera gigas Roewer, 1928
- Dysdera gmelini Dunin, 1991
- Dysdera gollumi Ribera & Arnedo, 1994
- Dysdera gomerensis Strand, 1911
- Dysdera graia Řezáč, 2018
- Dysdera granulata Kulczyński, 1897
- Dysdera gruberi Deeleman-Reinhold, 1988
- Dysdera guayota Arnedo & Ribera, 1999
- Dysdera halkidikii Deeleman-Reinhold, 1988
- Dysdera hamifera Simon, 1911
- Dysdera hattusas Deeleman-Reinhold, 1988
- Dysdera helenae Ferrández, 1996
- Dysdera hernandezi Arnedo & Ribera, 1999
- Dysdera hiemalis Deeleman-Reinhold, 1988
- Dysdera hirguan Arnedo, Oromí & Ribera, 1997
- Dysdera hirsti Denis, 1945
- Dysdera hungarica Kulczyński, 1897
- Dysdera iguanensis Wunderlich, 1987
- Dysdera imeretiensis Mcheidze, 1979
- Dysdera incertissima Denis, 1961
- Dysdera incognita Dunin, 1991
- Dysdera inermis Ferrández, 1984
- Dysdera inopinata Dunin, 1991
- Dysdera insulana Simon, 1883
- Dysdera jana Gasparo & Arnedo, 2009
- Dysdera karabachica Dunin, 1990
- Dysdera kati Komnenov & Chatzaki, 2016
- Dysdera kollari Doblika, 1853
- Dysdera krisis Komnenov & Chatzaki, 2016
- Dysdera kronebergi Dunin, 1992
- Dysdera kropfi Řezáč, 2018
- Dysdera kugitangica Dunin, 1992
- Dysdera kulczynskii Simon, 1914
- Dysdera kusnetsovi Dunin, 1989
- Dysdera labradaensis Wunderlich, 1992
- Dysdera lagrecai Alicata, 1964
- Dysdera lancerotensis Simon, 1907
- Dysdera lantosquensis Simon, 1882
- Dysdera lata Reuss, 1834
- Dysdera laterispina Pesarini, 2001
- Dysdera leprieuri Simon, 1882
- Dysdera levipes Wunderlich, 1987
- Dysdera ligustica Gasparo, 1997
- Dysdera limitanea Dunin, 1985
- Dysdera limnos Deeleman-Reinhold, 1988
- Dysdera liostetha Simon, 1907
- Dysdera littoralis Denis, 1962
- Dysdera longa Wunderlich, 1992
- Dysdera longibulbis Denis, 1962
- Dysdera longimandibularis Nosek, 1905
- Dysdera longirostris Doblika, 1853
- Dysdera lubrica Simon, 1907
- Dysdera lucidipes Simon, 1882
- Dysdera lusitanica Kulczyński, 1915
- Dysdera machadoi Ferrández, 1996
- Dysdera macra Simon, 1883
- Dysdera madai Arnedo, 2007
- Dysdera mahan Macías-Hernández & Arnedo, 2010
- Dysdera maronita Gasparo, 2003
- Dysdera martensi Dunin, 1991
- Dysdera mauritanica Simon, 1909
- Dysdera maurusia Thorell, 1873
- Dysdera mazini Dunin, 1991
- Dysdera meschetiensis Mcheidze, 1979
- Dysdera microdonta Gasparo, 2014
- Dysdera minairo Řezáč, 2018
- Dysdera minuta Deeleman-Reinhold, 1988
- Dysdera minutissima Wunderlich, 1992
- Dysdera mixta Deeleman-Reinhold, 1988
- Dysdera montanetensis Wunderlich, 1992
- Dysdera monterossoi Alicata, 1964
- Dysdera moravica Řezáč, 2014
- Dysdera mucronata Simon, 1911
- Dysdera murphyorum Deeleman-Reinhold, 1988
- Dysdera nenilini Dunin, 1989
- Dysdera neocretica Deeleman-Reinhold, 1988
- Dysdera nesiotes Simon, 1907
- Dysdera nicaeensis Thorell, 1873
- Dysdera ninnii Canestrini, 1868
- Dysdera nomada Simon, 1911
- Dysdera nubila Simon, 1882
- Dysdera orahan Arnedo, Oromí & Ribera, 1997
- Dysdera ortunoi Ferrández, 1996
- Dysdera osellai Alicata, 1973
- Dysdera paganettii Deeleman-Reinhold, 1988
- Dysdera pamirica Dunin, 1992
- Dysdera pandazisi Hadjissarantos, 1940
- Dysdera paucispinosa Wunderlich, 1992
- Dysdera pavani Caporiacco, 1941
- Dysdera pectinata Deeleman-Reinhold, 1988
- Dysdera pharaonis Simon, 1907
- Dysdera pococki Dunin, 1985
- Dysdera pominii Caporiacco, 1947
- Dysdera portisancti Wunderlich, 1995
- Dysdera portsensis Řezáč, 2018
- Dysdera pradesensis Řezáč, 2018
- Dysdera praepostera Denis, 1961
- Dysdera presai Ferrández, 1984
- Dysdera pretneri Deeleman-Reinhold, 1988
- Dysdera pristiphora Pesarini, 2001
- Dysdera punctata C. L. Koch, 1838
- Dysdera punctocretica Deeleman-Reinhold, 1988
- Dysdera pyrenaica Řezáč, 2018
- Dysdera quindecima Řezáč, 2018
- Dysdera raddei Dunin, 1990
- Dysdera ramblae Arnedo, Oromí & Ribera, 1997
- Dysdera ratonensis Wunderlich, 1992
- Dysdera ravida Simon, 1909
- Dysdera richteri Charitonov, 1956
- Dysdera roemeri Strand, 1906
- Dysdera romana Gasparo & Di Franco, 2008
- Dysdera romantica Deeleman-Reinhold, 1988
- Dysdera rostrata Denis, 1961
- Dysdera rubus Deeleman-Reinhold, 1988
- Dysdera rudis Simon, 1882
- Dysdera rugichelis Simon, 1907
- Dysdera rullii Pesarini, 2001
- Dysdera sanborondon Arnedo, Oromí & Ribera, 2000
- Dysdera satunini Dunin, 1990
- Dysdera scabricula Simon, 1882
- Dysdera sciakyi Pesarini, 2001
- Dysdera seclusa Denis, 1961
- Dysdera sefrensis Simon, 1911
- Dysdera septima Řezáč, 2018
- Dysdera shardana Opatova & Arnedo, 2009
- Dysdera sibyllina Arnedo, 2007
- Dysdera sibyllinica Kritscher, 1956
- Dysdera silana Alicata, 1965
- Dysdera silvatica Schmidt, 1981
- Dysdera simbeque Macías-Hernández & Arnedo, 2010
- Dysdera simoni Deeleman-Reinhold, 1988
- Dysdera snassenica Simon, 1911
- Dysdera soleata Karsch, 1881
- Dysdera solers Walckenaer, 1837
- Dysdera spasskyi Charitonov, 1956
- Dysdera spinicrus Simon, 1882
- Dysdera spinidorsa Wunderlich, 1992
- Dysdera stahlavskyi Řezáč, 2018
- Dysdera subcylindrica Charitonov, 1956
- Dysdera subnubila Simon, 1907
- Dysdera subsquarrosa Simon, 1914
- Dysdera sultani Deeleman-Reinhold, 1988
- Dysdera sutoria Denis, 1945
- Dysdera tartarica Kroneberg, 1875
- Dysdera tbilisiensis Mcheidze, 1979
- Dysdera tenuistyla Denis, 1961
- Dysdera tezcani Varol & Akpınar, 2016
- Dysdera tilosensis Wunderlich, 1992
- Dysdera topcui Gasparo, 2008
- Dysdera tredecima Řezáč, 2018
- Dysdera turcica Varol, 2016
- Dysdera tystshenkoi Dunin, 1989
- Dysdera ukrainensis Charitonov, 1956
- Dysdera undecima Řezáč, 2018
- Dysdera unguimmanis Ribera, Ferrández & Blasco, 1986
- Dysdera valentina Ribera, 2004
- Dysdera vandeli Denis, 1962
- Dysdera veigai Ferrández, 1984
- Dysdera ventricosa Grasshoff, 1959
- Dysdera vermicularis Berland, 1936
- Dysdera verneaui Simon, 1883
- Dysdera vesiculifera Simon, 1882
- Dysdera vignai Gasparo, 2003
- Dysdera vivesi Ribera & Ferrández, 1986
- Dysdera volcania Ribera, Ferrández & Blasco, 1986
- Dysdera werneri Deeleman-Reinhold, 1988
- Dysdera westringi O. Pickard-Cambridge, 1872
- Dysdera yguanirae Arnedo & Ribera, 1997
- Dysdera yozgat Deeleman-Reinhold, 1988
- Dysdera zarudnyi Charitonov, 1956

### Fòssils
Segons el World Spider Catalog (versió 19.0 de 2018):
- †Dysdera dilatata Zhang, Sun & Zhang, 1994